# 影山匙
影山 匙（かげやま さじ、1988年 -）は、日本の作家。東京都生まれ。東海大学海洋学部卒業。
2013年、「正邪の獄」が第12回『このミステリーがすごい!』大賞で最終候補に残るが、受賞は逃す。2014年、同作を加筆修正後、『泥棒だって謎を解く』と改題し、宝島社文庫より『このミステリーがすごい!』大賞の隠し玉（受賞は及ばなかったものの、編集部からの推薦で刊行するもの）として刊行され、小説家デビューする。

## 作品リスト

### 単著
- 泥棒だって謎を解く（2014年8月 宝島社文庫）

### アンソロジー
「」内が影山匙の作品
- 5分で読める！ ひと駅ストーリー 本の物語（2014年12月 宝島社文庫）「214の会話」
- 5分で読める！ ひと駅ストーリー 旅の話（2015年12月 宝島社文庫）「君が伝えたかったこと」
- 10分間ミステリー THE BEST（2016年9月 宝島社文庫）「脱走者の行方」